# Kočan
Kochan (búlgaro: Кочан) é uma povoado da Bulgária localizada no distrito de Blagoevgrad.